# Публій Корнелій Сулла (претор 186 року до н. е.)
Публій Корнелій Сулла (лат. Publius Cornelius Sulla Rufus Sivilla) — давньоримський політичний діяч. Дід диктатора  Луція Корнелія Сулли.
Його батьком був претор Публій Корнелій Сулла Руф Сівілла. У 186 до н. е. Сулла обіймав посаду претора, за жеребом отримавши провінцію Сицилія. Ймовірно, він мав двох синів: Публія, монетарія близько 151 до н. е. і Луція, батька диктатора Сулли.